# Падение Берлина (1806)
Падение Берлина произошло 27 октября 1806 года, когда столица Пруссии Берлин была захвачена французскими войсками после битвы при Йене-Ауэрштедте. Император французов Наполеон Бонапарт вошел в город и издал Берлинский декрет о введении континентальной системы. Берлин подвергся крупномасштабному разграблению.

## Оккупация
Прусские войска и их король Фридрих Вильгельм III бежали на восток в Кёнигсберг в Восточной Пруссии для продолжения сопротивления.

## Последствия
Последующие битва при Эйлау, Фридландское сражение и Тильзитский мир вынудили Пруссию уступить значительную часть своих территорий и принять французские гарнизоны в своих крупных крепостях и поселениях. Пруссия стала клиентским государством Франции, вынужденным выплачивать большие репарации, а сам Берлин оставался оккупированным до начала 1813 года. Гарнизон был также размещен в близлежащей цитадели Шпандау.
После отступления Наполеона из Москвы в 1812 году прусские войска, служившие в качестве вспомогательных сил для французов, перешли на сторону России. В сочетании с крупными восстаниями на территории Пруссии это вынудило французские войска отступить и оставить Берлин. Затем город стал главной целью для французов, которые пытались захватить его во время Германской кампании 1813 года, закончившейся лишь полным отступлением французов после битвы под Лейпцигом.

## Влияние
Хотя до этого Берлин дважды подвергался кратковременным рейдам во время Семилетней войны, его оккупация стала серьёзным ударом для прусского руководства. Она разрушила репутацию прусской армии, завоеванную во времена Фридриха Великого. После прибытия в Берлин Наполеон посетил могилу Фридриха и, как сообщается, сказал своим маршалам: «Снимаю шляпу, господа, если бы он был жив, нас бы здесь сегодня не было». Эта сцена стала культовой в немецкой культуре и была показана в таких прусских фильмах, как «Старый Фриц» (1927) и «Кольберг» (1945).
После падения Берлина началось масштабное реформаторское движение, направленное на восстановление боеспособности прусской армии и обновление нации в целом для планирования войны-реванша против Франции. Реформированные прусские войска сыграли ключевую роль в последующем отступлении французов из Германии в 1813-14 годах и в окончательном поражении Наполеона во время кампании при Ватерлоо в 1815 году.